# Comuna Kraseatîci, Poliske
Kraseatîci (în ucraineană Красятичі) este o comună în raionul Poliske, regiunea Kiev, Ucraina, formată din satele Ceapaieve, Dubova, Kraseatîci (reședința) și Mihlivșciîna.

## Demografie
Componența lingvistică a comunei Kraseatîci
     Ucraineană (97,47%)
     Rusă (2,32%)
     Alte limbi (0,2%)
Conform recensământului din 2001, majoritatea populației comunei Kraseatîci era vorbitoare de ucraineană (97,47%), existând în minoritate și vorbitori de rusă (2,32%).